# 黄振 (1933年)
黄振（1933年12月—），浙江杭州人，中华人民共和国政治人物、外交官。

## 生平
1988年，接替胡昌林担任中华人民共和国驻阿拉伯联合酋长国大使。1991年，由刘宝莱接任。